# Ryan Bailey
Ryan Bailey, född 13 april 1989 i Portland, Oregon, amerikansk friidrottare, kortdistanslöpare.

## Personliga rekord
Nedanstående rekord är giltiga per den 4 augusti 2012:
| Distans   | Tid   | Vind | Stad, datum                               | Anmärkning |
| --------- | ----- | ---- | ----------------------------------------- | ---------- |
| 60 meter  | 6,58  |      | Albuquerque, New Mexico, 27 februari 2010 | inomhus    |
| 100 meter | 9,88  | 0.9  | Rieti, 29 augusti 2010                    |            |
| 200 meter | 20,10 | 0,4  | Zürich, 19 augusti 2010                   |            |